# شبکه هم‌وقوعی

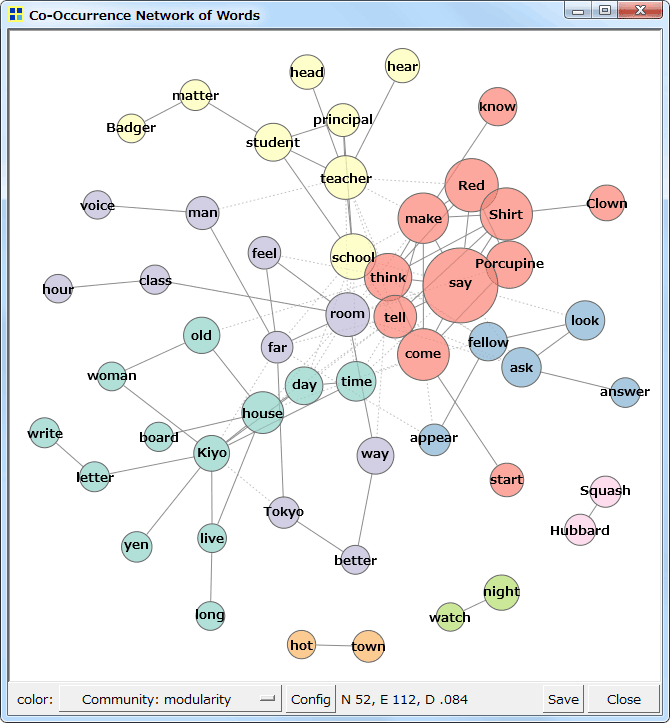
یک شبکه هم‌وقوعی که با KH Coder ایجاد شده است

شبکه های هم‌وقوعی معمولاً برای مصورسازی روابط روابط بین افراد ، سازمان ها، مفاهیم، موجودات زنده مانند باکتری ها  و یا چیزهای دیگر به کار می‌روند.
براساس تعریف ، شبکه های هم‌وقوعی عبارتند از اتصال جمعی اصطلاحات (یا هر چیز دیگر) بر اساس حضور زوج آنها در یک واحد متن (یا مجموعه) مشخص. این شبکه‌ها با اتصال جفت اصطلاحات براساس مجموعه‌ای از معیارها که وقوع مشترک را تعریف می کنند، ایجاد می شوند. به عنوان مثال ، ممکن است گفته شود که اصطلاحات A و B در صورت ظاهر شدن هر دو در یک مقاله خاص ، "با هم به وقوع پیوسته‌اند". مقاله دیگر ممکن است شامل اصطلاحات B و C باشد. پیوند دادن A به B و B با C یک شبکه مشترک از این سه اصطلاح ایجاد می کند. برای تعریف هم وقوعی در متن می‌توان قواعدی را با توجه به معیارهای مورد نظر تنظیم کرد.
1. ↑  Freilich, Shiri; Kreimer, Anat; Meilijson, Isacc; Gophna, Uri; Sharan, Roded; Ruppin, Eytan (2010-02-27). "The large-scale organization of the bacterial network of ecological co-occurrence interactions". Nucleic Acids Research. 38 (12): 3857–3868. doi:10.1093/nar/gkq118. ISSN 1362-4962. PMC 2896517. PMID 20194113.